# Saint-Lager-Bressac
Saint-Lager-Bressac ist eine französische Gemeinde mit 959 Einwohnern (Stand: 1. Januar 2022) im Département Ardèche in der Region Auvergne-Rhône-Alpes. Saint-Lager-Bressac gehört zum Arrondissement Privas und zum Kanton Le Pouzin. Die Einwohner werden Saint-Lagérais(es) genannt.

## Geografie
Saint-Lager-Bressac liegt etwa 29 Kilometer südsüdwestlich von Valence. Umgeben wird Saint-Lager-Bressac von den Nachbargemeinden Saint-Symphorien-sous-Chomérac im Norden, Baix im Nordosten und Osten, Cruas im Südosten, Saint-Vincent-de-Barrès im Süden, Saint-Bauzile im Südwesten sowie Chomérac im Westen und Nordwesten.

## Bevölkerungsentwicklung
| Jahr                       | 1962 | 1968 | 1975 | 1982 | 1990 | 1999 | 2006 | 2019 |
| -------------------------- | ---- | ---- | ---- | ---- | ---- | ---- | ---- | ---- |
| Einwohner                  | 416  | 373  | 382  | 491  | 569  | 663  | 830  | 950  |
| Quellen: Cassini und INSEE |      |      |      |      |      |      |      |      |

## Sehenswürdigkeiten

Kirche Saint-Lager

- Kirche Saint-Lager